# Коротеев, Иван Васильевич
Иван Васильевич Коротеев (1914—1936) — советский пограничник, погибший во время советско-японского приграничного конфликта 24 ноября 1936 года.

## Биография
И. В. Коротеев родился в 1914 году. В 1929 году его семья вступила в колхоз «Новый мир». В 1932 году уехал на строительство Кузнецка. В 1934 году был призван на действительную военную службу в пограничные войска.
Служить И. В. Коротееву довелось на заставе Толочкино близ Гродекова. В ночь на 24 ноября 1936 года — в день открытия VIII Чрезвычайного съезда Советов — на погранзаставу напал отряд японо-маньчжурских диверсантов.
Иван Коротеев, возглавлявший пограничный наряд, и Михаил Медведев приняли бой, а пограничника Николая Летавина послали с донесением на заставу. Прибывший отряд пограничников под командованием лейтенанта Евграфова обратил нарушителей границы в бегство. В бою погибло 25 японских захватчиков. Но в ожесточенном бою был смертельно ранен Иван Коротеев и ещё несколько пограничников. Похоронен в братской могиле на площади поселка Пограничного рядом с другими пограничниками, павшими смертью героев при защите Государственной границы СССР.

## Память
- В Гродеково Приморского края установлен памятник И. В. Коротееву.
- В Искитиме был установлен памятник герою. Разбитый вокруг памятника центральный парк также носит имя И. В. Коротеева.
- Одна из улиц Искитима носит имя И. В. Коротеева.
- В музее пограничных войск есть картина художника М. Соловьева «Боевой подвиг И. В. Коротеева».
- Бюст И. В. Коротеева работы Г. Е. Чубарова установлены в с. Горевка и на заставе, где служил И. В. Коротеев.